# Negrilla de Palencia (kommunhuvudort)
Negrilla de Palencia är en kommunhuvudort i Spanien. Den ligger i provinsen Provincia de Salamanca och regionen Kastilien och Leon, i den centrala delen av landet, 170 km väster om huvudstaden Madrid. Negrilla de Palencia ligger 824 meter över havet och antalet invånare är 118.
Terrängen runt Negrilla de Palencia är platt. Runt Negrilla de Palencia är det glesbefolkat, med 17 invånare per kvadratkilometer. Närmaste större samhälle är Salamanca, 14,9 km söder om Negrilla de Palencia. Trakten runt Negrilla de Palencia består till största delen av jordbruksmark.